# Itzá
L'itzá o Itza'  és una llengua maia que forma part de la branca yucateca, juntament amb el yukatek, lacandon i mopan. En el passat era parlat per la totalitat del poble itzá a El Petén i a Belize. En l'actualitat l'idioma està extint a Belize i és únicament parlat per una dotzena d'ancians a Guatemala en les comunitats itzá situades al nord del llac de Petén Itzá.
L'Academia de Lenguas Mayas de Guatemala està recolzant esforços per rescatar l'idioma amb la formació de facilitadors d'ensenyament de l'idioma itza' als establiments educatius.